# 名場面
名場面一詞源於日文，指在影像世界中為人熟知的經典片段。